# Псевдовектор

Кожне колесо машини, що рухається геть від спостерігача має псевдовектор моменту імпульсу, що вказує ліворуч. І так само на віддзеркаленому зображенні машини.

Псевдовектор або аксіа́льний ве́ктор — величина, що перетворюється як вектор при операціях повороту, але, на відміну від вектора не міняє свій знак при інверсії (зміні знаку) координат.
Найпростішим прикладом аксіального вектора в тривимірному просторі є векторний добуток звичайних векторів, наприклад, в механіці — момент імпульсу, в чотиривимірному просторі — аксіальний струм.
Так, при множенні справжнього вектора на справжній вектор — ми отримуємо у скалярному добутку справжній скаляр, а у векторному добутку — псевдовектор.
При множенні справжнього вектора на псевдовектор — отримуємо в скалярному добутку псевдоскаляр, а в векторному добутку справжній вектор.
При множенні двох псевдовекторів — отримуємо, відповідно, справжній скаляр і псевдовектор.